# 忻峰
忻峰（1978年5月27日—），中国足球运动员，出生于上海，司职后卫。曾入选中国国家足球队，曾効力上海申花、深圳上清饮及陕西浐灞等多支顶级联赛球队。

## 簡介
忻峰1997年在上海浦东展开他的足球生涯，凭借出色表现于次年转投上海申花。
刚刚成为职业球员一年后，忻峰便迎来了自己职业生涯的一次转折，凭借着1997年在甲B联赛里的出色发挥，年仅20岁的忻峰在1998年加盟了上海申花，一跃成为了国内联赛豪门球队的一员
2003年8月，忻峰在上海申花被打入冷宫并且挂牌上榜的情况下，他转投了深圳健力宝，是2004年深圳队夺得首屆中超冠军的主要功臣之一，忻峰便迎来了自己职业生涯的第一个联赛冠军奖杯，這也是他至今最重要的球会荣誉。2005年球队發生「球霸」事件，導致主力球員離隊令深圳队进入动荡期，球队成绩大幅度下滑，但忻峰发挥仍然非常稳定，成为深圳队队长兼后防核心，而且经常能够进球，在关键时刻成为救世主。
2006年于联赛中取得4個入球(但這己是2006年賽季中深圳队在联赛中入球最多的球员)。而在国家队方面，他在2007年2月7日以28之齢才首次穿上国家队的球衣在跟哈薩克的囯際友誼赛上陣，其後还多次入選国家队的集训名單。
2008年3月，忻峰又一次做出了自己职业生涯转折性的决定，他加盟已经成为陕西浐灞的原上海浦东，时隔11年再次回到自己的第一个职业俱乐部。
2010年在陕西已经打拼到第3年的忻峰早已经坐稳了队内主力中卫的位置，即使在2010赛季之初陕西队大换血的情况下，忻峰依旧是队内的后防大将。在2010赛季中超联赛第21轮的陕西中建VS长春亚泰一战，为陕西队打进制胜一球的忻峰第169次出现在中超赛场上，与北京国安球员徐云龙出场次数一样多，两天后徐云龙在中超的出场次数达到170场超越忻峰。
2011年1月，忻峰以自由身的身份回归上海申花効力，不过由于年龄偏大状态并不理想，后半赛季基本无法获得出场机会。
2012年2月，中甲球队武汉卓尔宣布忻峰以自由转会方式加盟球队，签约两年。

## 联赛上阵紀錄
最后更新:2011年11月2日 
| 球季 | 俱乐部     | 国家 | 上阵 | 入球 |
| ---- | ---------- | ---- | ---- | ---- |
| 1997 | 上海浦东   | 中國 | ?    | ?    |
| 1998 | 上海申花   | 中國 | 4    | 0    |
| 1999 | 上海申花   | 中國 | 15   | 0    |
| 2000 | 上海申花   | 中國 | 22   | 0    |
| 2001 | 上海申花   | 中國 | 23   | 0    |
| 2002 | 上海申花   | 中國 | 16   | 0    |
| 2003 | 上海申花   | 中國 | 0    | 0    |
| 2003 | 深圳健力宝 | 中國 | 12   | 0    |
| 2004 | 深圳健力宝 | 中國 | 21   | 3    |
| 2005 | 深圳健力宝 | 中國 | 19   | 0    |
| 2006 | 深圳金威   | 中國 | 26   | 4    |
| 2007 | 深圳上清饮 | 中國 | 22   | 0    |
| 2008 | 陕西中新   | 中國 | 29   | 3    |
| 2009 | 陕西中新   | 中國 | 29   | 0    |
| 2010 | 陕西中建   | 中國 | 29   | 2    |
| 2011 | 上海申花   | 中國 | 6    | 0    |

## 荣誉
- 1998年中国足协杯冠军
- 2004年中国足球超级联赛冠军

## 外部連結
- 申花队后卫忻峰被挂牌 （页面存档备份，存于）(2003年8月4日)
- 申花弃将助深圳赢得中超第一冠 忻峰：感谢健力宝 (2004年11月25日)
- 深足最佳射手竟是后卫 王宝山道出忻峰进球秘诀 （页面存档备份，存于）(2006年5月21日)
- 忻峰再次入选国足 遗憾李玮峰落选期待并肩作战[永久](2007年3月16日)
- 忻峰转会陕西突被叫停 （页面存档备份，存于）(2008年2月2日)